# 長谷川龍生
長谷川 龍生（はせがわ りゅうせい、1928年6月19日 - 2019年8月20日）は、日本の詩人。本名は名谷 龍生（なたに たつお）。
日本ペンクラブ名誉会員。元日本現代詩人会会長（1997年 - 2000年）。「歴程」同人。前大阪文学学校校長。
小野十三郎に師事。同人誌「列島」に参加し、第1詩集『パウロウの鶴』(1957年)を刊行。即物的かつ幻想的な表現で、独自の詩的世界を構築。作品に『虎』(1960年)、『詩的生活』(1978年)、『知と愛と』(1986年)など多数。

## 作風
個人の内部にある素朴な意識を即物的かつ幻想的に表すことのできる異色の詩人として、18歳でデビュー。
その幻想・妄想的な世界は時に難解ともとられるが、詩人の立場は貫徹しており、抒情のみに流されず真実を徹底して追究していく姿勢は、デビュー時より今日まで全く変わらない。関係妄想を駆使した詩や、ドラマの中に動的なダイナミズムを感じさせる、この詩人ならではの作品を数多く書いている。その詩的世界は、常に知識をリニューアルし続ける非常にマメな姿勢にもみられる、すぐれた批評精神によって保たれている。
主な詩作方法として、自ら打ち出した「移動と転換」、「シュールドキュメンタリズム」を採用している。

## 人物
1928年（昭和3年）、大阪市東区（現：中央区）船場に七人兄姉（五男二女。兄四人は夭折）の末っ子として生まれた。幼少の頃より失語症に陥る。母の死、父の失踪などを経て多感な青春時代を過ごす。また、異常な読書家で、小学校を卒業する頃には夏目漱石全集などをすでに読破していたという。得意科目は数学。国語の成績は決して良くなかったという。
15歳頃から創作を始め、当初は小説家を志して作家の藤沢桓夫への弟子入りを試みるが、藤沢から「きみは詩のほうに向いている」と詩作を薦められ、そこで後に師となる小野十三郎と出会う。
その後、病身・貧窮など困難にあたりながらも勉学を続けるも大学進学は断念。全国各地をくまなく巡る放浪の旅に出る。
1948年（昭和23年）、浜田知章の個人雑誌「山河」に参加。その後50年「新日本文学会」に入会、1952年（昭和27年）には関根弘、菅原克己、黒田喜夫らの同人誌「列島」に参加。1953年（昭和28年）、大阪市が募集していた市民愛唱歌で応募作「陽はわかし」が一等入選（本名の「名谷龍生」名義）。1957年（昭和32年）には第一詩集『パウロウの鶴』を書肆ユリイカの伊達得夫の尽力で世に送り出し、第8回H賞（現H氏賞）の次点となる（このときの受賞は、おなじく小野十三朗の門下で7歳年下の富岡多恵子の『返礼』。H氏賞史上最年少、史上初の女性受賞者）。
1958年（昭和33年）には鮎川信夫、関根弘らの「現代詩」にて編集長を務める。また、1960年（昭和35年）には安部公房らと「記録芸術の会」を結成、詩人に留まらず多くの芸術家と交流を持った。特に花田清輝には多大な影響を受ける。この頃、安部公房に新宿の中華料理店に倉橋由美子と共に招かれ、後に安部の傑作『砂の女』のモチーフとなる話をする。
1963年（昭和38年）の冬から翌年の初春にかけて、ソビエト連邦との作家交流を兼ねて初めての海外旅行でソ連各地（モスクワ、レニングラード、カリーニングラード、リガ、ミンスク、キエフなど）に3ヶ月ほど滞在。この旅がきっかけでその後、世界各国を旅行（長谷川はこれを「遊行」という言葉をもって示す）するようになり、この頃から長谷川の作品の傾向は、急激に世界へと視線が注がれていく。
詩人としてのみならず、1957年の処女作『パウロウの鶴』をもって電通専属のコピーライターに抜擢され働いていたこともある。また、東急エージェンシーの広告企画部長としても幅広く活躍した。とりわけコピーライティングにはその抜群のセンスが発揮された（クリスマス当日の新聞における「今日のサンタはパパだった」など）。この頃、谷川雁が勤務していたTECと仕事上づきあいがあり、谷川雁と「親戚づきあい」の交流があった。
1970年（昭和45年）の大阪万博では、サミー・デイヴィスJr.、マレーネ・ディートリヒ、スヴャトスラフ・リヒテルなど、外国人ゲストのコーディネーターを務め、成功を収める。その後、万博の終幕と共に会社勤めを退き詩作に集中するようになるが、書き上げる詩は「（早くも戦後詩集の代表作ともなった）『パウロウの鶴』の自己模倣に過ぎない（飯島耕一）」と指摘されることもあり、苦難の日々が続いた。
40代を過ぎ、もう一度「新人」として書き上げた1978年（昭和53年）の『詩的生活』で第9回高見順賞受賞。その後、アメリカやヨーロッパ、中東などを一人旅し続けながら、旅行時に世話になったあるフランス人女性をモデルにした『バルバラの夏』や、自身の怪奇体験をもとにした『椎名町「ラルゴ」魔館に舞う』などで、よりドラマティックな傾向を強めると共に、『知と愛と』、『泪が零れている時のあいだは』などでは、人間の純粋な精神志向を強く描き出していった。
1980年（昭和55年）には詩誌「火牛」の発起人として尽力した。
2002年（平成14年）には、13年の沈黙を破って『立眠』を刊行。その磨き抜かれた批評によって保たれる詩的世界はもはやどの詩人をしても手の届くものではなく、これをもって「現在における日本詩人の最高峰に立つ（平林敏彦）」と評価されている。（『立眠』は一度、その年度を代表する詩集に与えられる現代詩人賞の最有力候補として上げられたが、長谷川は辞退した）
その後も詩作はもちろん全国各地での講演会を続け、また現代詩塾の講師としても活躍していた。映画『おくりびと』の原案となった『納棺夫日記』の著者青木新門にその本を書くきっかけを与えたのは長谷川である（『納棺夫日記』あとがきより）。
2019年（令和元年）8月20日 2時頃、肺炎のため東京都内の病院で逝去。91歳没。

## 著作
- 『パウロウの鶴』(1957年 書肆ユリイカ H氏賞次点)
- 『虎』(1960年 飯塚書店)
- 『長谷川龍生詩集』(1967年 思潮社)
- 『泉（ファンタン）という駅』(1975年 サンリオ出版)
- 『直感の抱擁』(1976年 思潮社)
- 『江戸插絵文庫 第3巻 百面相』すばる書房 1977
- 『詩的生活』(1978年 思潮社 高見順賞受賞)
- 『新選長谷川龍生詩集』思潮社 新選現代詩文庫 1979
- 『バルバラの夏』(1980年 青土社)
- 『椎名町「ラルゴ」魔館に舞う』(1982年 造形社 画・赤瀬川原平)
- 『知と愛と』(1986年 思潮社 藤村記念歴程賞受賞)
- 『マドンナ・ブルーに席をあけて』(1989年 思潮社)
- 『泪が零れている時のあいだは』(1989年 思潮社)
- 『続・長谷川竜生詩集』思潮社 現代詩文庫 1996
- 『立眠』(2002年 思潮社 現代詩人賞受賞辞退)
- 『山の音感』（2017年　鹿鳴荘）

### 詩画集
『椎名町「ラルゴ」魔館に舞う』(1982年 造形社 画・赤瀬川原平)
『山の音感』（2017年　鹿鳴荘　画・大谷一良）

### 共編著
- 『現代詩論6』(1972年 晶文社 片桐ユズルとの共著)
- 『江戸插絵文庫』全6巻　粕三平共編　すばる書房 1977
- 『詩のおくりもの 2　青春の詩』編 筑摩書房 1981
- 『浜田知章詩集』編 土曜美術社 日本現代詩文庫 1982
- 『現場の映像入門』粕三平共編 社会思想社 現代教養文庫 1984
- 『戦争入門 クラウゼヴィッツ『戦争論』の読み方』粕三平共著 平凡社 1986
- 『詩と小説の学校 大阪文学学校講演集』葉山郁生共編 編集工房ノア 2015

## 関連人物
- 堤清二（友人）
- 田辺聖子（大阪文学学校の元生徒）
- 開高健（中学の後輩、友人）
- 高見順（第9回高見順賞受賞）
- 安部公房（安部デビュー前からの友人）
- 中島らも（長谷川の怪奇体験話を通じての知人）
- 赤瀬川原平（『椎名町「ラルゴ」魔館に舞う』のイラストを担当）
- 谷川俊太郎（『虎』のあとがきで「わたしには長谷川龍生の70%以上分からないという自信がある」と発言）
- 青木新門（『納棺夫日記』を書くようすすめる）
- 高浜虚子（本人曰く「20歳くらいの頃、一緒に散歩をしたことがある」とのこと）
- ジャン・ジュネ（自主企画の番組でインタビューを試み成功）
- フランソワーズ・サガン（自主企画の番組でインタビューを試み成功）